# بيسوس
بيسوس (بالفارسية القديمة: *Bayaçā؛ باليونانية: Βήσσος)، المعروف أيضًا باسمه كملك أرتحشستا الخامس (بالفارسية القديمة: 𐎠𐎼𐎫𐎧𐏁𐏂𐎠؛ باليونانية: Ἀρταξέρξης؛ توفي في صيف 329 قبل الميلاد)، كان ساترابًا فارسيًا من الساترابية الأخمينية الشرقية باختر، وكذلك نصب نفسه ملك ملوك الإمبراطورية الأخمينية من عام 330 حتى عام 329 قبل الميلاد.
كان بيسوس عضوًا في الأسرة الأخمينية الحاكمة، وقد وصل إلى السلطة بعد وقت قصير من قتل الحاكم الأخميني الشرعي دار يوس الثالث (حكم منذ عام 336 حتى عام 330 قبل الميلاد)، وحاول بعد ذلك السيطرة على الجزء الشرقي من الإمبراطورية ضد الملك المقدوني الإسكندر الأكبر (حكم منذ عام 336 حتى عام 323 قبل الميلاد). وسرعان ما بدأت مملكته بالانهيار، بما في ذلك باختر، التي كانت المركز الرئيسي. وأثناء فراره إلى بلاد الصغد اعتقله ضباطه وسلموه إلى الإسكندر الذي أعدمه في إكباتان.
يظهر بيسوس في الملحمة الفارسية الشاهنامه من القرن الحادي عشر تحت اسم جانوسيبار/جانوشيار.

## اسمه
«بيسوس» (Βήσσος) هو النقحرة اليونانية للاسم الفارسي القديم *Bayaçā («الحماية من الخوف»). وكلمة أرتحشستا Artaxerxes هي الشكل اللاتيني للاسم اليوناني Artaxerxes (Αρταξέρξης)، وهو لفظ مشتق من الكلمة الفارسية القديمة Artaxšaçā («من حكمه شرعي»). وهو معروف في لغات أخرى بأسماء مختلفة، باللغة العيلامية: Ir-tak-ik-ša-iš-ša, Ir-da-ik-ša-iš-ša، بالأكدية: Ar-ta-ʾ-ḫa-šá-is-su، باللغة البهلوية والفارسية الجديدة: Ardašīr.

## مسيرته
لا يُعرف شيء عن خلفية بيسوس، باستثناء أنه كان ينتمي إلى سلالة الأخمينيين الحاكمة. وخلال حكم ملك الملوك دار يوس الثالث (حكم منذ عام 336 حتى عام 330 قبل الميلاد)، عُين بيسوس ساترابًا لباختر، وهي ساترابية مهمة في الجزء الشرقي من الإمبراطورية. كانت باختر تحت حكم الأخمينيين مزدهرة وكثيفة السكان منذ عام 545 حتى عام 540 قبل الميلاد. وكما يتبين من الاكتشافات الأثرية ازدهرت الزراعة والتجارة والحرف اليدوية في المنطقة. ويبدو أن منصب ساتراب باختر كان يعادل أحيانًا منصب «نائب ملك الشرق».
بصفته ساتراب باختر كان بيسوس قادرًا على فرض حكمه على بلاد الصغد إلى الشمال والمناطق التي تحد الهند. وتمكن من الاحتفاظ بولاء جماعات الرحل الإيرانية في آسيا الوسطى وساكا وداهي والماساجيتا. ووفقًا لباحث الدراسات الإيرانية ريتشارد فولتس كانت المقاطعات الشرقية عمليًا ملكًا شخصيًا لبيسوس. وبعد الهزيمة الفارسية في معركة إسوس ضد الملك المقدوني الإسكندر الأكبر (حكم 336-323 قبل الميلاد) في عام 333 قبل الميلاد، استدعى دار يوس الثالث بيسوس لمساعدته.
شارك بيسوس لاحقًا في معركة غوغميلا ضد الإسكندر في عام 331 قبل الميلاد، حيث زود دار يوس الثالث بفرقة مكونة من البختريين والصغديين والهنود، بالإضافة إلى حلفائه من ساكا. وقاد سلاح الفرسان على الجناح الأيسر للقوات الفارسية، بهدف شل هجوم الإسكندر على هذا الجناح. وبعد الهزيمة الفارسية في المعركة، تبع بيسوس دار يوس الثالث في هروبه إلى مدينة إكباتان في ميديا. وهناك تآمر بيسوس ضد دار يوس الثالث مع كبار الفرس الآخرين، مثل الشيليارك نبرزانيس، وبارسانتيس، ساتراب أراكوسيا-درنجيانا. ومعًا اعتقلوا دار يوس الثالث في منتصف عام 330 قبل الميلاد، واختاروا بيسوس كزعيم للقوات الأخمينية، ربما بسبب أصله الأخميني. وأعطى اعتقال دار يوس الثالث الإسكندر ذريعة للانتقام له. وهربًا من القوات المقدونية التي كانت تطارده، حمل بيسوس والمتمردون دار يوس الثالث في عربة مغطاة، وقيل إنه كان مقيدًا بسلاسل ذهبية. ولكسب بعض الوقت للهروب قتل بيسوس والمتآمرون معه دار يوس الثالث وتركوا جثته على جانب الطريق. وقد وقعت جريمة القتل بالقرب من هيكاتومبيلوس (قومس) في يوليو عام 330 قبل الميلاد. وعثر الإسكندر لاحقًا على جثة دار يوس الثالث، وأمر بدفنه في سرداب ملكي في برسبوليس (تخت جمشيد).

### حكمه
في خريف عام 330 أعلن بيسوس نفسه ملكًا لملوك الإمبراطورية الأخمينية في باختر، متخذًا الاسم الملكي أرتحشستا الخامس. وهناك حاول السيطرة على الجزء الشرقي من الإمبراطورية ضد الإسكندر. وشملت أراضيه باختر، المركز الرئيسي؛ وبلاد الصغد، التي يديرها ضباط مثل سبيتامينس وأوكسيارتس؛ والقبائل الإيرانية البدوية في آسيا الوسطى؛ وأريا، التي يحكمها الساتراب ساتيبارزانيس، الذي استسلم في البداية للإسكندر؛ وأراكوسيا-درانجيانا، التي يحكمها بارسانتيس؛ وبارثيا وهيركانيا، التي يحكمها نبارزانيس بعد تعيينه من قبل بيسوس؛ وغرب الهند. وقد خلق اغتصاب بيسوس للسلطة والمقاومة النشطة ضده في آسيا الوسطى مشكلة جديدة للمقدونيين. إذا فشلوا في مواجهة بيسوس، يمكن اعتبار اغتصابه للسلطة بمثابة تغيير في الحكومة، وبالتالي جعل موت دار يوس الثالث غير مهم. ومع ذلك بدأت إمبراطورية بيسوس بالانهيار بسرعة؛ حيث استسلم نبرزانيس للإسكندر وجرى العفو عنه بمساعدة باغواس. كما هُزم ساتيبرزانيس وقتل على يد القوات المقدونية في عام 329 قبل الميلاد، قبل أن يتمكن بيسوس من مساعدته. وفي نفس الوقت تقريبًا فر بارسانتيس إلى الهند للهروب من القوات المقدونية.
وفقًا للمؤرخ اليوناني ديودور الصقلي من القرن الأول قبل الميلاد (توفي عام 30 قبل الميلاد)، كان لدى بيسوس خطط للدفاع عن باختر، وحث سكانها على القتال من أجل استقلالهم. وكان قادرًا على حشد قوة من 8000 باختري، ويبدو أنهم بقايا القوات التي قاتلت تحت قيادته في غوغميلا. ومع ذلك تفرق العديد من هؤلاء الجنود بعد تلقيهم أنباء تفيد بأن الإسكندر قد عبر جبال هندوكوش. وبدلًا من الصمود فر بيسوس إلى بلاد الصغد عبر نهر جيحون، حيث كان يأمل في الحصول على المساعدة من الصغديين، والخوارزميين، و«السكوثيين الذين يسكنون وراء نهر تانايس». وقد أدى هروبه من باختر إلى ابتعاد العديد من أنصاره عن باختر. ويشير المؤرخ الكندي فالديمار هيكل إلى أن بيسوس ربما لم يكن يتمتع بشعبية كبيرة في الواقع، ويضيف أن أبرز أنصاره إما قُتلوا أو فروا. وأدرك حكام باختر-بلاد الصغد حينها أنهم معزولون، وبالتالي فإن النصر - على الأقل النصر العظيم - غير مرجح.
كان الإسكندر منذ انتصاره في غوغميلا يتصرف بنفس الطريقة التي يتصرف بها الحاكم السيادي، وقد جرى الاعتراف به في عدة مناسبات بعد ذلك باعتباره «ملك آسيا». وأشارت أفعاله إلى أنه يخطط لمواصلة النظام الإداري للإمبراطورية الأخمينية، مما يعني أنه سيُسمح للقادة المحليين في آسيا الوسطى بالحفاظ على سلطتهم. علاوة على ذلك، لم يعفُ الإسكندر عن العديد من خصومه السابقين فحسب، بل أعادهم أيضًا إلى ولاياتهم السابقة. وبالتالي اعتبر الحكام الأصليون في ذلك بيسوس تهديدًا لأمنهم المستمر. في نوتاكا (شهرسبز الحالية) ألقي القبض على بيسوس من قبل ضباطه الصغديين، ومن بينهم سبيتامينيس وداتافيرنيس وكاتانيس. ثم سلموه إلى القوات المقدونية القريبة. وجرى تسليم بيسوس في قرية، حيث تركه سبيتامينيس وداتافيرنيس. ثم قبض عليه القائد المقدوني بطليموس الأول الذي اتبع تعليمات الإسكندر، وأحضر بيسوس إليه عاريًا مقيدًا. في البداية جُلِد بيسوس علنًا، ثم قُطِعَت أذناه وأنفه، وهي عقوبة فارسية تقليدية. وأُرسِل أخيرًا إلى إكباتان، حيث أعدمه المقدونيون. وأشرف على الإعدام أوكسياثريس شقيق دار يوس الثالث.

## في الأدب الفارسي
يظهر بيسوس في الملحمة الفارسية من القرن الحادي عشر الشاهنامه («كتاب الملوك») تحت اسم جانوسيبار/جانوشيار. ولأنهم كانوا في موقف ميؤوس منه، قتل جانوسيبار مع مهيار (نبرزان) دارا الثاني (دار يوس الثالث) ثم حاول التفاوض مع إسكندر (الإسكندر)، ليلتقي به في النهاية. وبعد جنازة دارا أعدم إسكندر جانوسيبار ومهيار.